# ناغا (هندوسية)
الناغا (بالإنجليزية: Nāga)‏ وبالهندية يُلفظ «ناغ»، في الأساطير الهندوسية يُعتبر الناغا عِرقًا بدائيَّاً لشعب - أفعى مُقدَّس لعب دورًا هامَّاً في الدين. والكلمة نفسها تعني الأفعى. وهم نصف بشر ونصف أفعى، وما زالوا يعبدون كجالبي الخصب، وبخاصة في جنوب الهند، ويُعتقد أنَّ الناغا يعيشون في قصور في مدينة تحت الأرض تسمى «بهوغافاتي». ويُعتبرون حُماة الينابيع والآبار والأنهار. وهم الذين أحضروا المطر وبالتالي الخصب، ولكنهم أيضًا جلبوا الكوارث كما جلبوا الطوفان والجفاف. يُسمى حاكمهم «سيشا». ومن بين الناغا: أنانتا (رمز الأبدية) وفاسوكي وماناسا (ربة الخصب والحامية ضد لدغات الأفاعي) وموسيليندا.

## الوصف
في أساطير بحارة المالايا، يظهر الناغا تنانين مُتعددة الرؤوس بأجسام هائلة. وفي جاوا وتايلاند، الناغا هو أفعوان أو تنين أسطوري، أو رب أفعى، أو حاكم العالم السفلي الذي يمتلك الكثير من الثروة. في جاوا يسمى الناغا أيضًا سيسا. وفي تايلاند يُنقش الناغا في المعابد عادة على هيئة تنين بخمسة رؤوس. إنَّه رمز النارايانا.